# Suarlée
Suarlée (en wallon Swarlêye)  est une section de la ville belge de Namur située en Wallonie dans la province de Namur.
C'était une commune à part entière avant la fusion des communes de 1977.

## Démographie
- Sources:INS, Rem:1831 jusqu'en 1970=recensements, 1976= nombre d'habitants au 31 décembre

## Patrimoine et culture

### Patrimoine immobilier

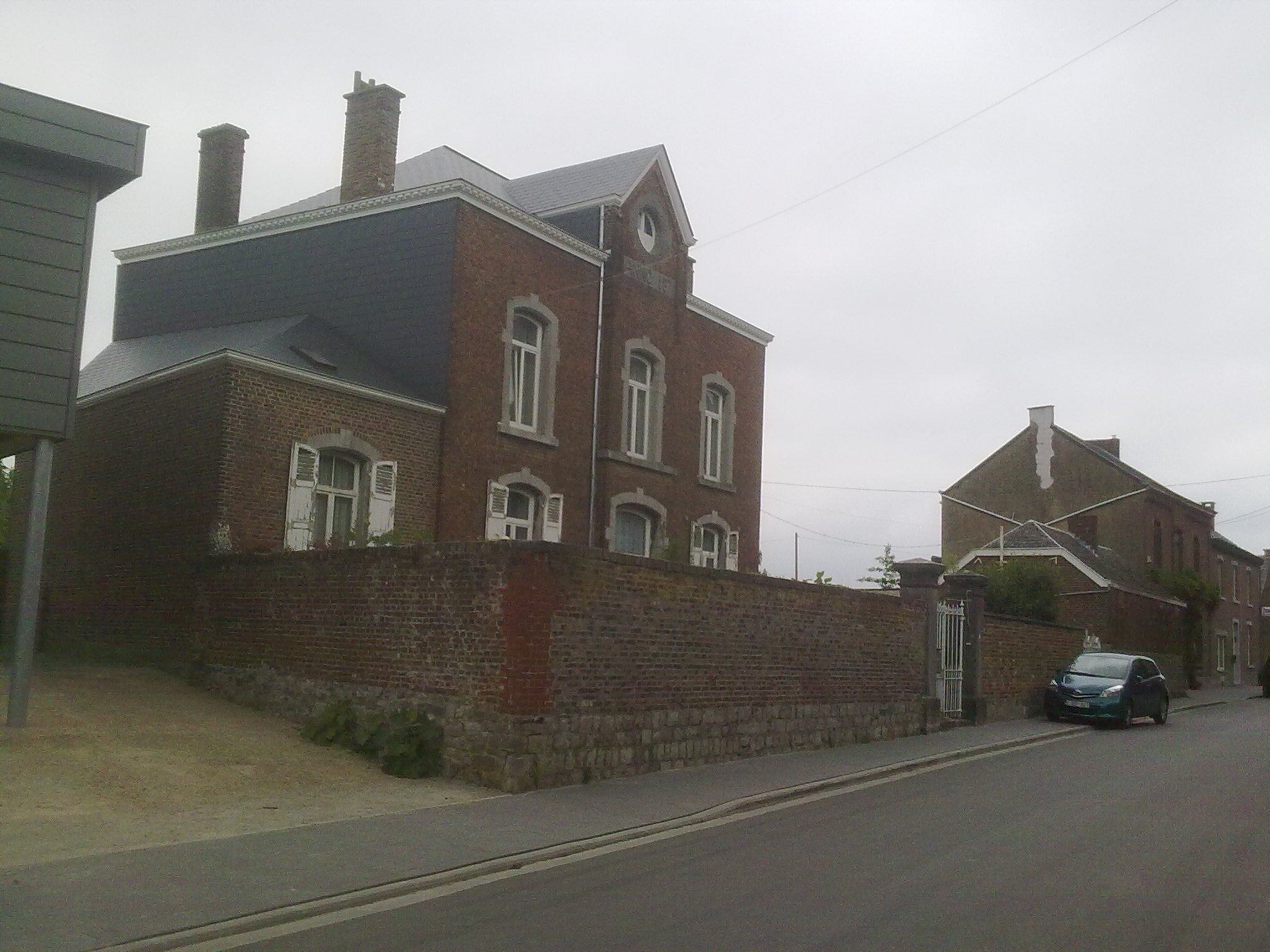
Le presbytère de la paroisse Saint-Materne.
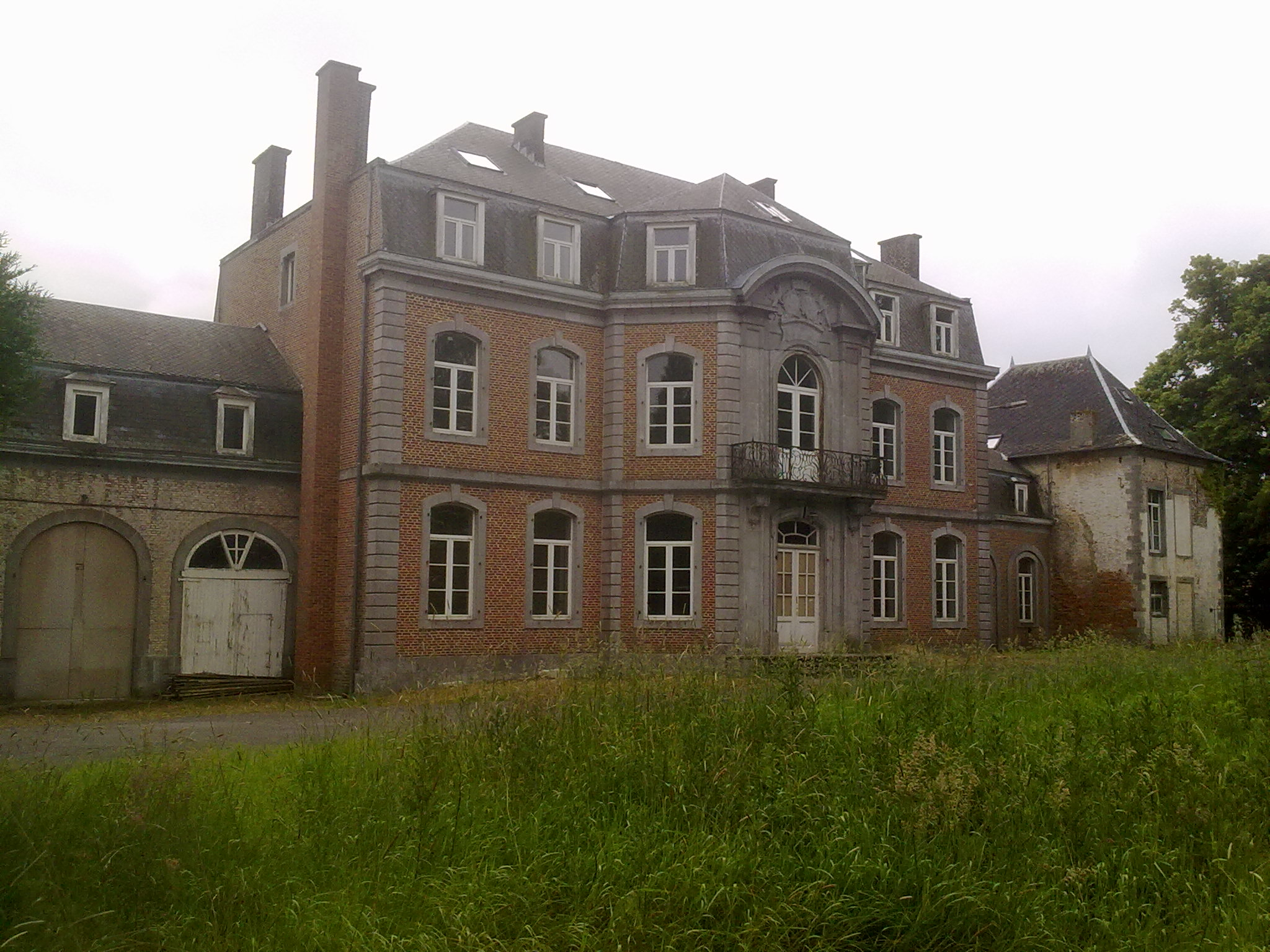
Le château de Suarlée. Façade N-O. (Mai 2014).
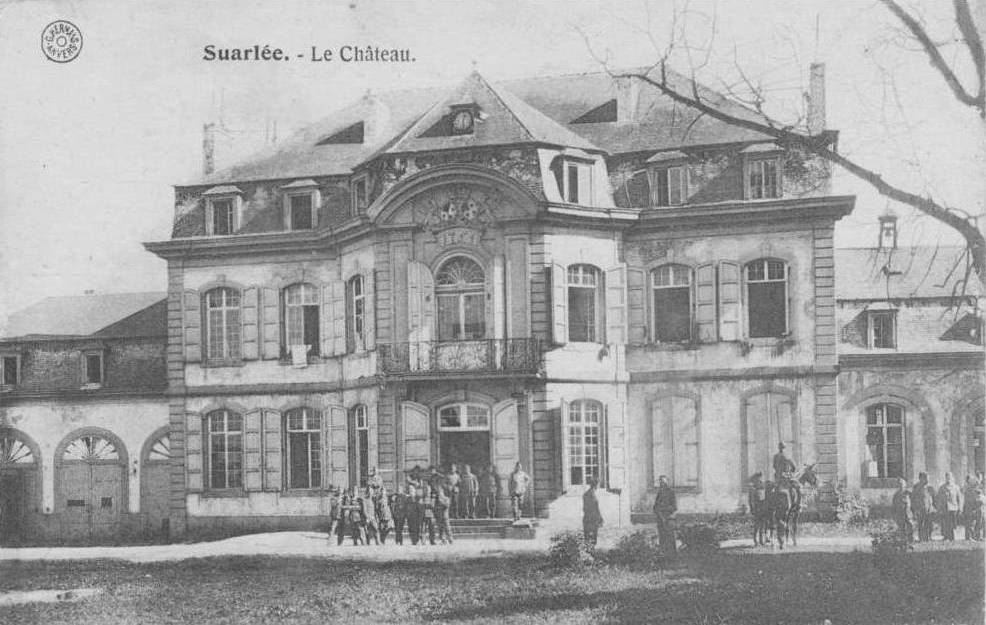
Le château de Suarlée, occupation militaire durant la 1re guerre.
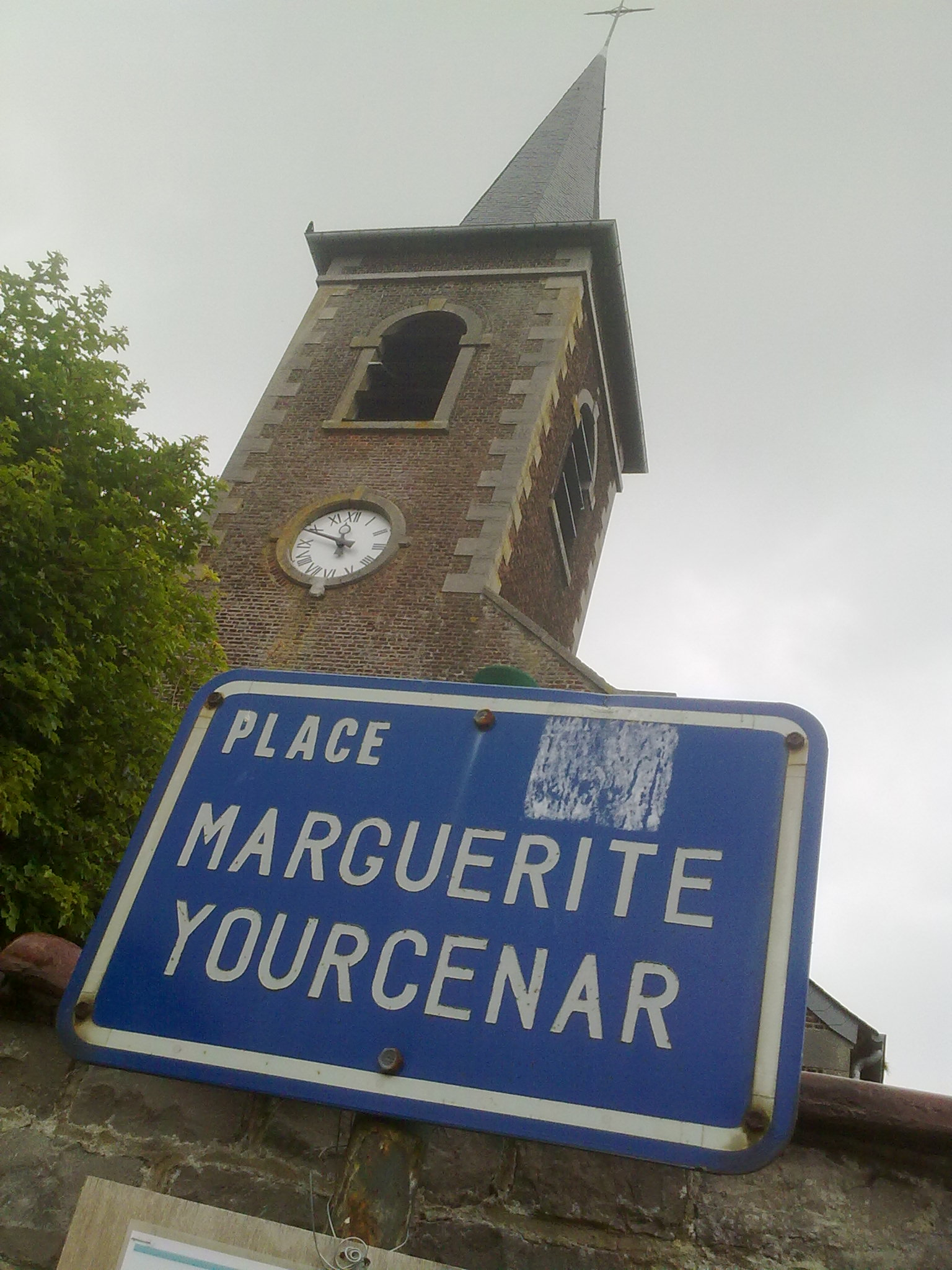
Église Saint-Materne de Suarlée.

Le presbytère a été construit en 1871 comme résidence personnelle du curé Ferdinand-Joseph Materne. A sa mort en 1896, il légua le bâtiment et ses terrains à la fabrique d’église de Suarlée. De 1968 à 2000, le presbytère a été habité par Julien Ries, le curé de la paroisse qui allait être créé Cardinal par Benoit XVI en 2012. Le presbytère a été désaffecté en 2016 et vendu par la fabrique d'église en 2023.
Château de Suarlée. Anciennement un siège d'une seigneurie hautaine engagée en 1672, il est vendue aux Ponty en 1699 et passée par alliance aux Zualart dans le deuxième quart du XIXe siècle.

## Infrastructure

### Domaine civil

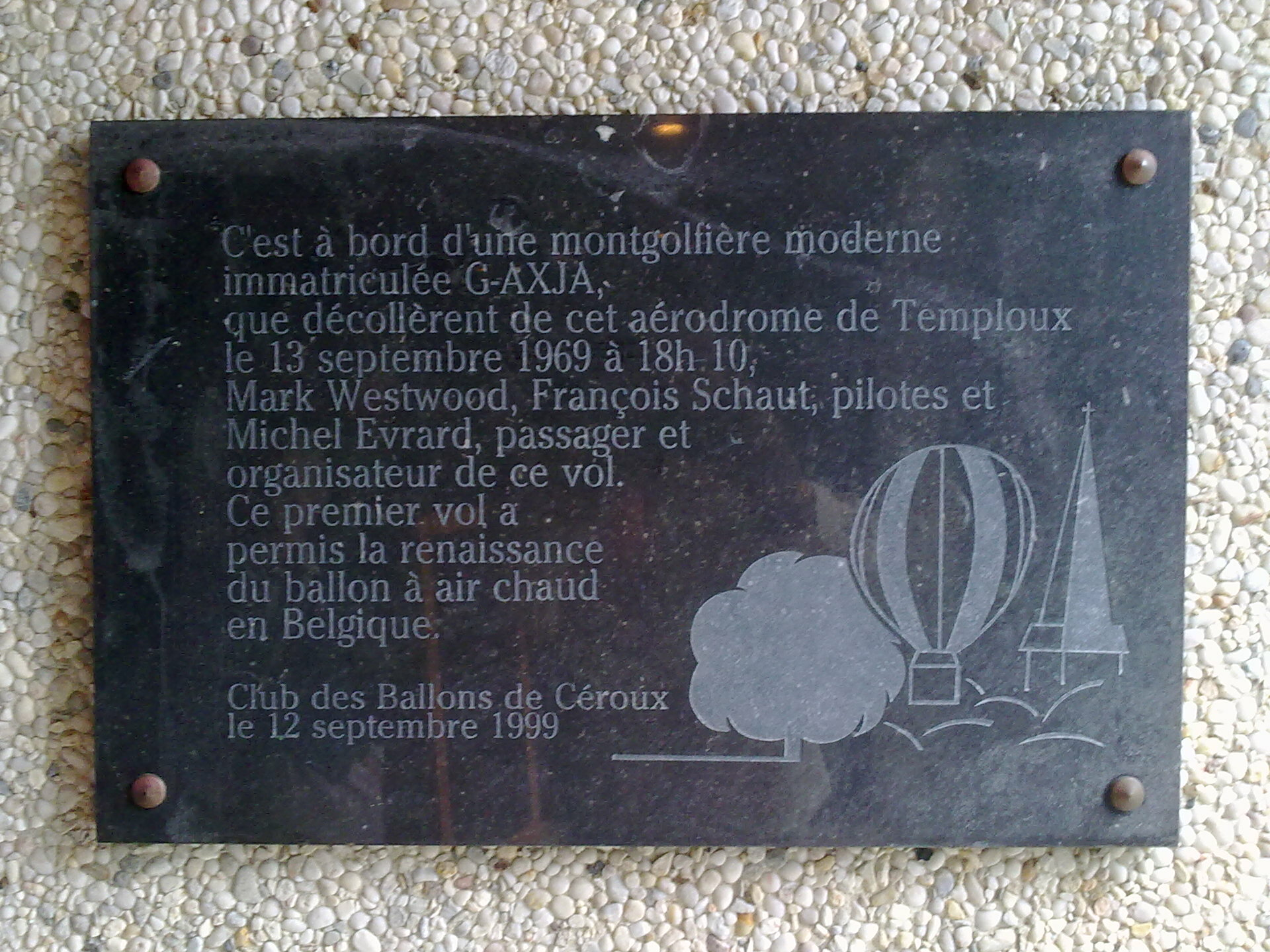
Commémoration du du décollage d'un ballon à air chaud en 1969.

Le village de Suarlée accueille l'aérodrome de Namur où plusieurs activités aéronautiques cohabitent (école de pilotage, planeur et centre de parachutisme).
C'est de cet aérodrome que décolla en 1969 une première montgolfière civile.

### Domaine militaire
Avec les autres forts de Namur, le fort de Suarlée retarda l'avance allemande en 1914. En 1940 le fort tint jusqu'au 19 mai et ne se rendit qu'à la suite d'une héroïque résistance.

## Personnages célèbres
- Le Cardinal Julien Ries fut le curé de la paroisse de Suarlée de 1968 à 2000. Il a été créé cardinal en février 2012 par le Pape Benoît XVI. Il est décédé en 2013.
- La mère de Marguerite Yourcenar, Fernande de Cartier de Marchienne (1872-1903) a passé son enfance et est inhumée à Suarlée.
- Henry-Joseph de Ponty, né en 1716, seigneur de Suarlée  (créé baron en 1750 par Marie-Thérèse d'Autriche)[3].

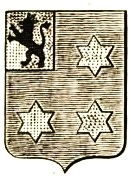
Blason de la famille de Ponty, seigneurs de Suarlée.
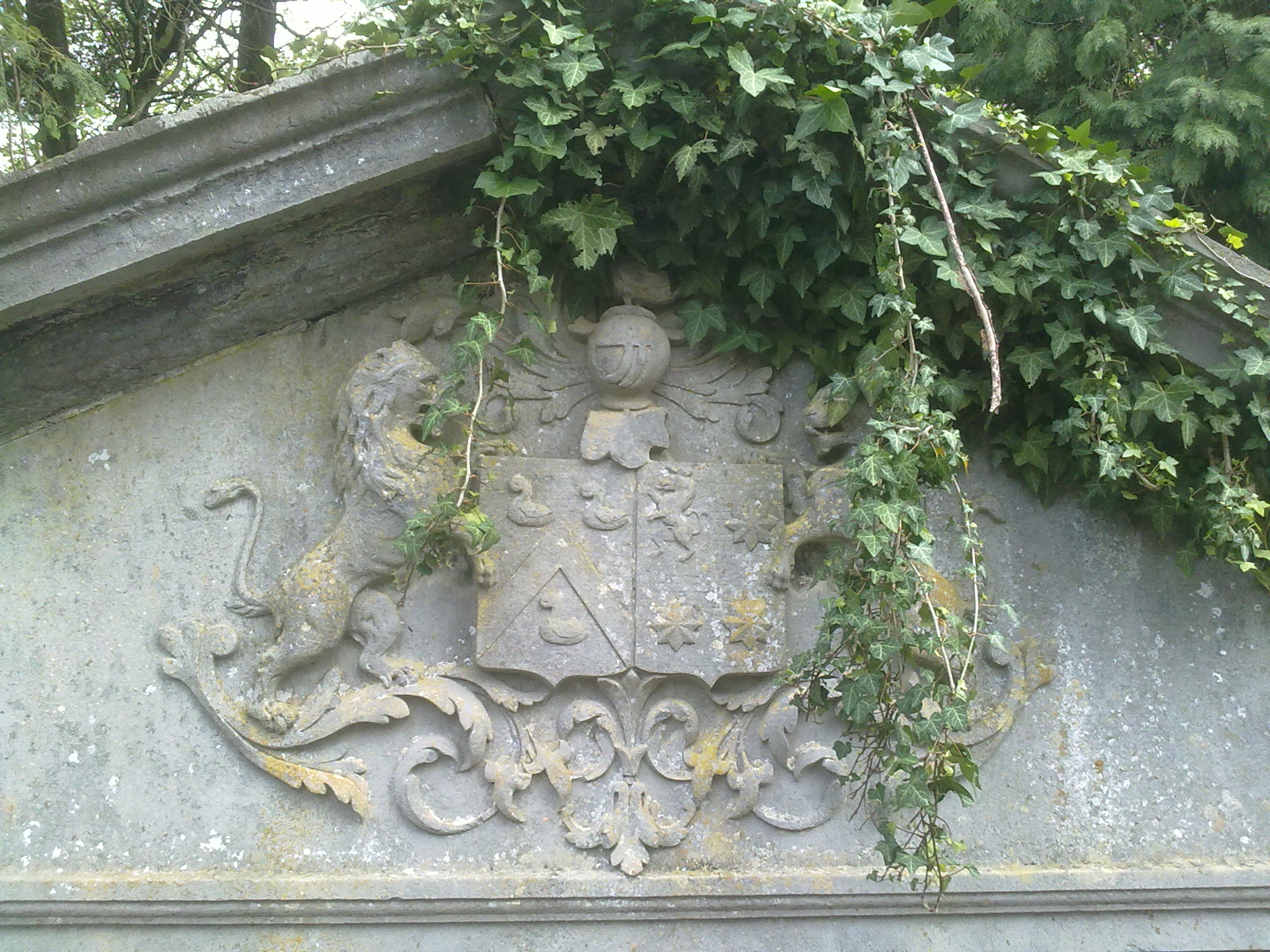
Blason de la famille Zualart au cimetière paroissial.
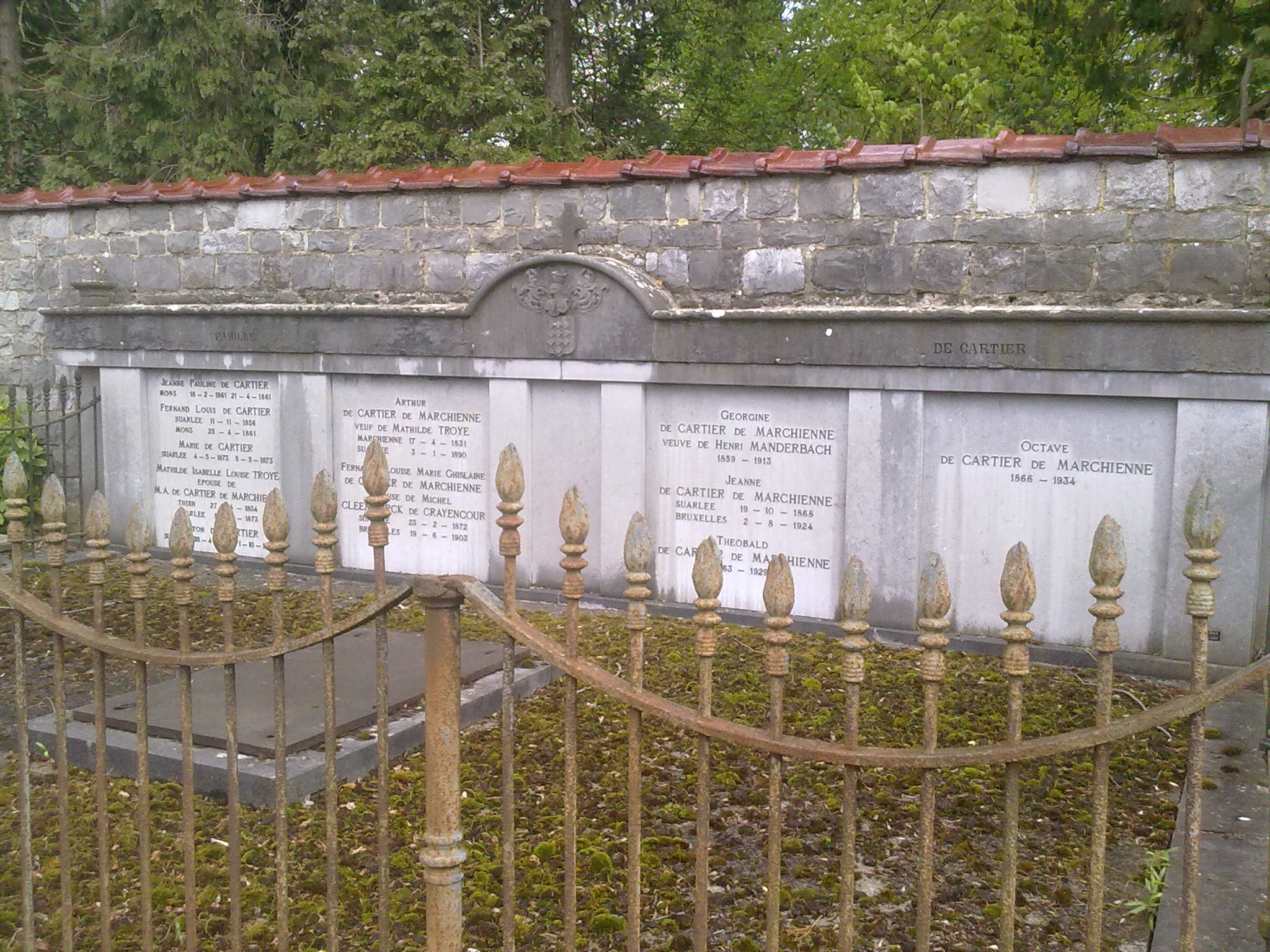
Caveau de la famille de Cartier de Marchienne.